# Disc At Once
Disc At Once (DAO) es un modo de grabación de discos ópticos en el que el láser escribe los datos en una sola vez, es decir, una vez que empieza a grabar, el láser no se detendrá hasta haber finalizado el disco. Este método es distinto al conocido como Track At Once, o TAO, en cual el láser graba una pista por vez, detiene la escritura y se activa de nuevo en la siguiente pista.
Uno de los posibles usos de la técnica DAO, es la capacidad de escribir o no escribir datos en las zonas de silencio
entre pistas. Por ejemplo, para colocar una introducción antes de cada pista.
DAO permite grabar una pista oculta. Esta pista solo puede ser accedida rebobinando desde la primera pista, hacia
atrás. Además el modo DAO es la única manera de poder grabar datos en los canales de lectura y escritura sin usar. De esta manera, puede escribir en esas pistas datos avanzados como, CD+G y CD-Text.